# Csomád
Csomád is een plaats (község) en gemeente in het Hongaarse comitaat Pest. Csomád telt 866 inwoners (2001).